# 科学技術と人類の未来に関する国際フォーラム

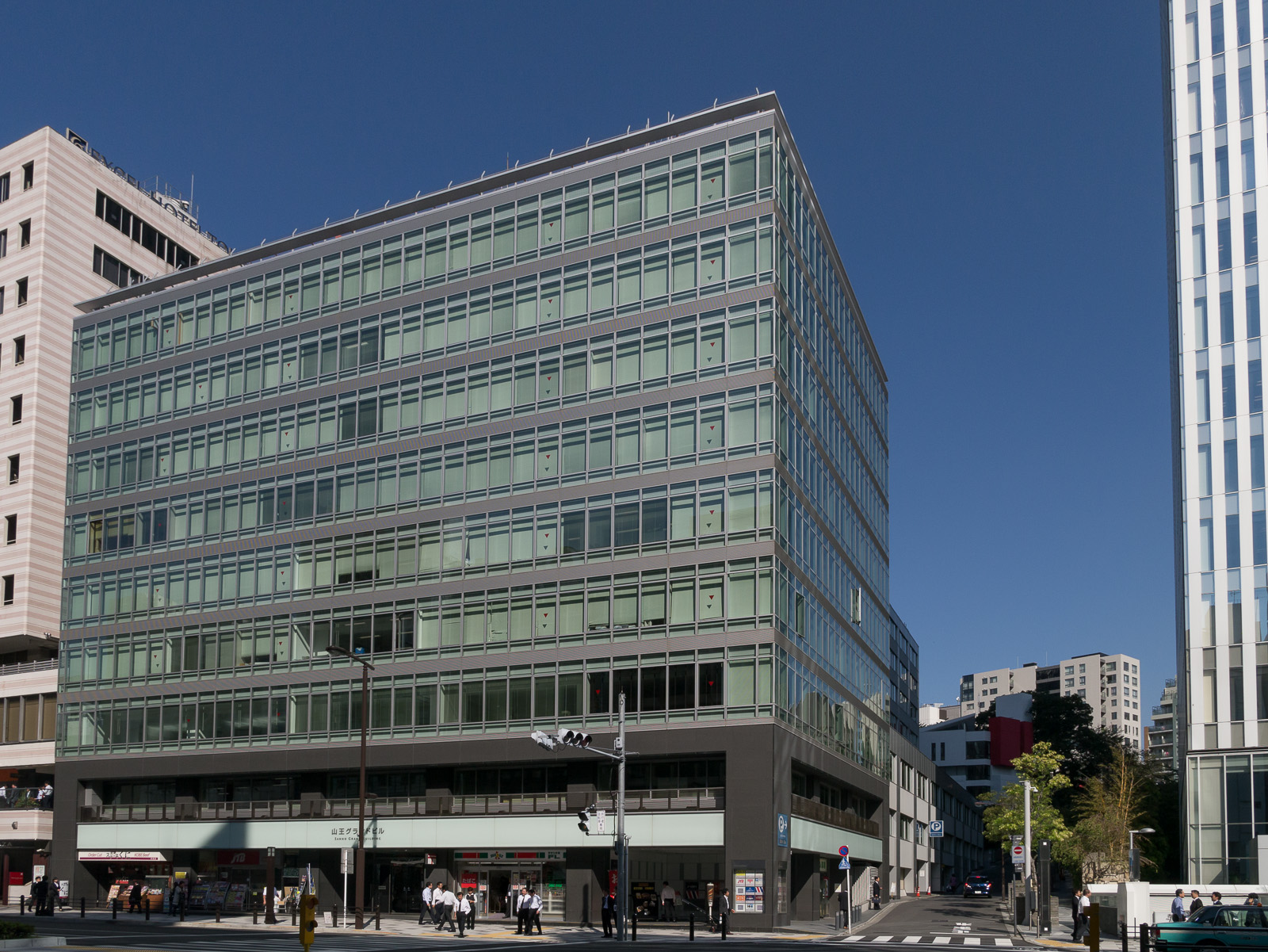
事務局が入居する山王グランドビル

科学技術と人類の未来に関する国際フォーラム（かがくぎじゅつとじんるいのみらいにかんするこくさいフォーラム、略称：STSフォーラム、英語：Science and Technology in Society forum）とは、NPO法人STSフォーラムの主催する科学技術の国際会議。
テーマを世界に共通する科学技術と社会に関する問題とし、同種の国際会議としては世界最大規模とされる。2002年に尾身幸次元財務大臣・元科学技術政策担当大臣がダボス会議の科学技術版を目指して発案、2004年から年次総会を国立京都国際会館で開催している。法人としては2006年に特定非営利活動法人STSフォーラムが発足し、各国の要人22名からなる理事会、22の国・地域より名を連ねる71名の評議員と共に活動を開始。2014年には安倍晋三前内閣総理大臣に名誉会長に就任している。また、米国に連携組織としてAA-STS（American Associates of the STS forum）がある。
STSフォーラム年次総会は毎年10月の第1日曜日から火曜日の3日間に行われ、120か国・地域、国際機関から約1,500名の世界的な科学者 、政策決定者、企業経営者たちが参加している。年次総会では主に100年から500年先を見通して様々な課題における科学技術の方向性が議論されている。
STSフォーラムの理事会及び評議会は例年1月にワシントンD.C.および例年5月に欧州でも行い、年次総会の議長や登壇者候補についても議論される。
2021年3月からは小宮山宏が理事長に就任した。

## 活動

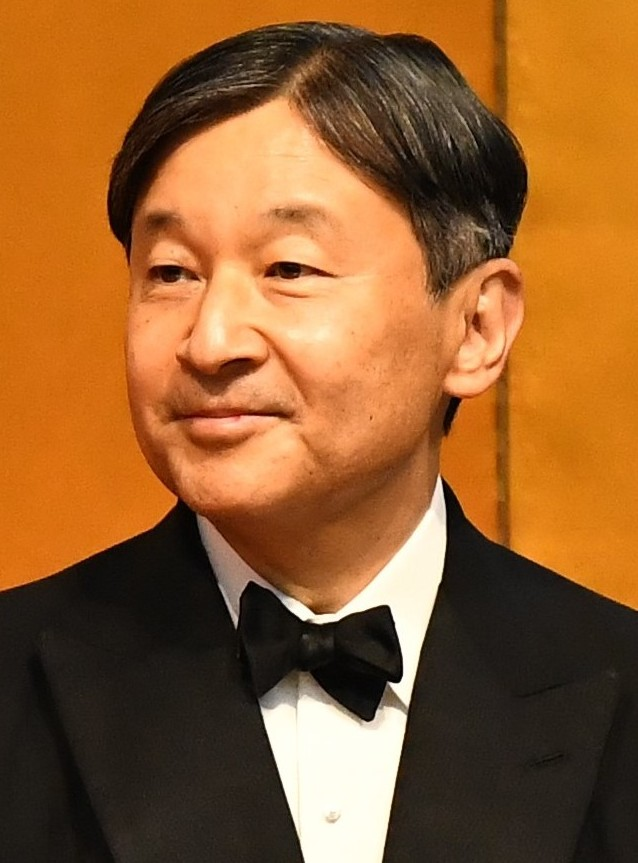
皇太子徳仁親王 (Emperor Naruhito)

STSフォーラム年次総会
STSフォーラム年次総会は、毎年10月第1日曜日から3日間、国立京都国際会館（京都府京都市左京区宝ヶ池）にて開催される。プログラムはテーマごとに10のプレナリーセッションと24の分科会で構成されている。また、併せてサイドミーティング10会合も開催される。例年、約120カ国・地域から、ノーベル賞受賞者や首相や大臣を含む政府関係者、企業経営者（CEO）など産学官のトップリーダーたちが集う。一般公開されておらず、完全招待制である。会議はチャタムハウスルールによって進行される。

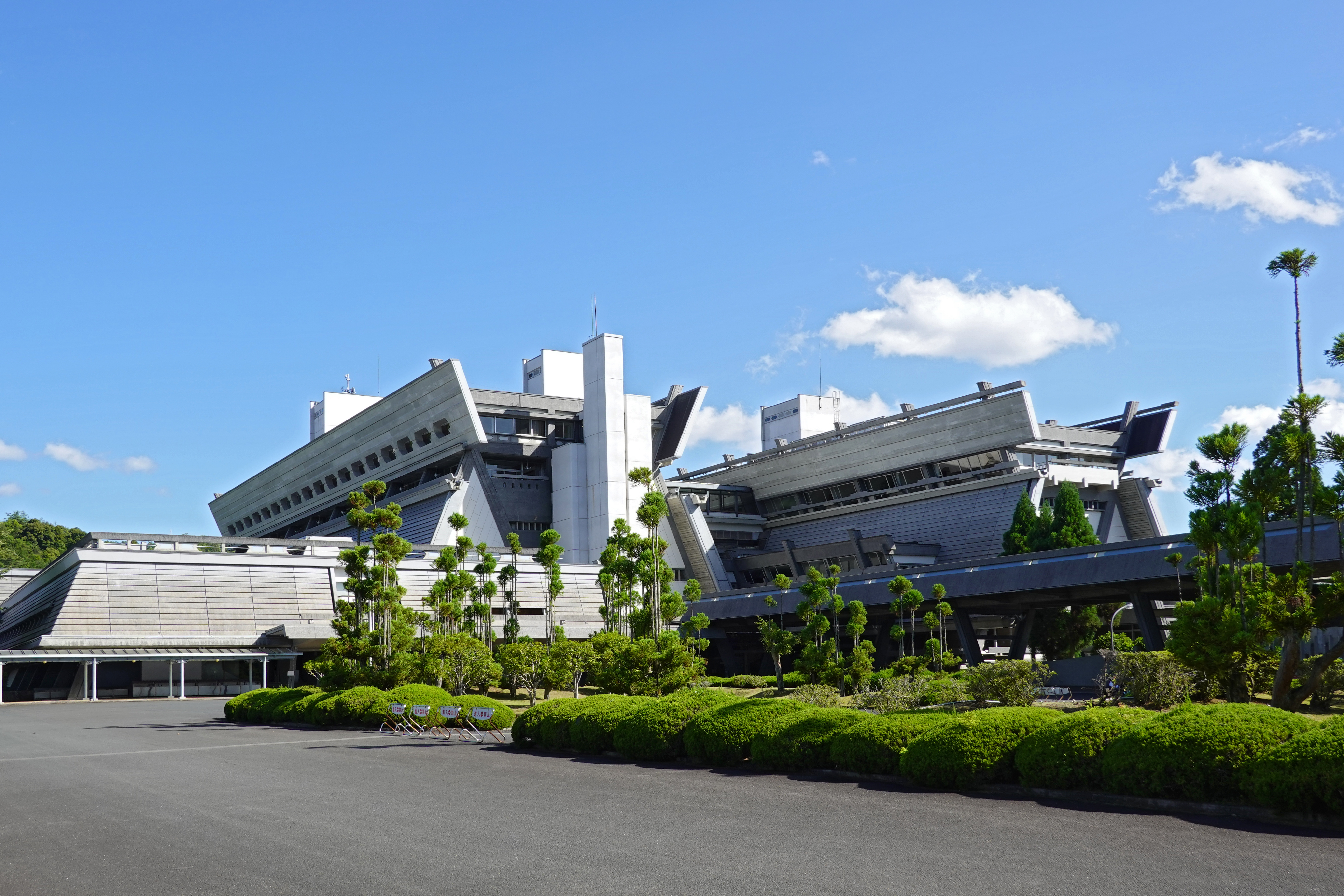
会場となる国立京都国際会館

各セッションでは、それぞれの分野を代表する登壇者による講演（各5分、英語）と質疑応答があり、参加者を交えた活発な議論が行われる。
その他、ネットワーキングプラザ（前夜祭）、オフィシャルディナー（初日）やレセプション（2日目）、フェアウェルランチ（最終日）など、産官学の垣根や国境を越えた世界的なネットワークを構築できる機会も設けられている。
STSフォーラム年次総会では、過去に皇太子徳仁親王または皇太子妃雅子も臨席している。皇太子徳仁親王は第2回年次総会（2005）、第5回年次総会（2008）、第8回年次総会（2011）、第11回年次総会（2014）に参加し、開会式または閉会式で挨拶した。第14回年次総会（2017）には、皇太子徳仁親王だけでなく皇太子妃雅子も臨席した。
サイドイミーティング
STSフォーラム年次総会期間中に、サイドミーティング10会合を開催している。
- 科学技術大臣会合 (The Science and Technology Ministers' Roundtable)
- ファンディング機関長会合 (Funding Agency Presidents' Meeting)
- 工学アカデミー会合 (Academy of Engineering Presidents' Meeting)
- 科学アカデミー会合 (The Academy of Science Presidents’ Meeting)
- 大学学長会議 (University Presidents' Meeting)
- 研究機関長会議 (Global Summit of Research Institute Leaders)
- CEOランチミーティング (CEO Lunch Meeting)
- CTOミーティング (CTO Meeting)
- 民間財団長会議 (Heads of Private Foundations Meeting）
- 気候変動に関する地域的対応 (Regional Action on Climate Change; RACC)

ヤング・リーダーズ・プログラム
ヤング・リーダーズ・プログラム（Young Leaders' Program: Dialogue between Young Leaders and Nobel Laureates）では、世界各国の学術機関・企業から推薦を受けた40歳以下の若手ヤングリーダーを招待し、ノーベル賞受賞者との対話や、ネットワーキングが行われている。本プログラムはSTSフォーラム年次総会中に開催され、例年、約20名のノーベル賞受賞者と約130名の若手ヤングリーダーが参加している。
世界各地でのアウトリーチプログラム（ワークショップ）
世界各地でワークショップを開催し、STSフォーラム年次総会の事前説明やネットワーキングの場を提供することを目的としている。政府関係者や研究機関、企業などから代表者を招待し、毎年5～6回、世界各地で開催している。
- ニューヨークAA-STSワークショップ
- インドワークショップ
- ロシアワークショップ
- ASEANワークショップ
- ラテンアメリカワークショップ
- EUワークショップ

## 過去の参加者
政官界
- 安倍 晋三 - 元日本国内閣総理大臣（ STSフォーラム名誉会長 ）（2020）
- 萩生田 光一 - 元日本国文部科学大臣（2020）
- 世耕 弘成 - 元日本国経済産業大臣（2018）
- ラクサナ・トリ・ハンドコ - インドネシア国立研究イノベーション庁（BRIN）長官（同国閣僚級）(2021)
- ダリア・イサクソン - スウェーデンイノベーション庁（VINNOVA）長官 (2021)
- ユソフ・スレイマン - マレーシア・ハイテク産官機構（MIGHT）長官 (2021)
- ヘレン・クラーク - 元ニュージーランド首相 (2021)
- ドミトリー・チェルニシェンコ - ロシア副首相（2020）
- マルセロ・ルイス・エブラル・カサウボン - メキシコ外務大臣（2020）
- マリヤ・ガブリエル - 欧州委員会 委員（2020）
- ケルビン・ドログマイヤー - 米国科学技術政策局局長（2020）
- サラ・ムビ・エナウ・アニャン・アグボール - アフリカ連合委員会委員（2020）
- ミチェル・バチェレ - 国連人権高等弁務官（2020）
- カレン・アンドリュース - 豪州産業・科学技術大臣（2020）
- アブドゥル・ラヒム・ハジ・ハシム - マレーシアハイテク産業政府グループ（MIGHT）共同会長（2020）
- クリス・フォール - 米国エネルギー省科学部長（2020）
- アシュワニ・クマール - インド元法務大臣（2020）
- ヴィジェイラガバン・クリシュナスワミ - インド政府 首席科学アドバイザー（2021）
- グレース・ナレディ・パンドール - 南アフリカ科学技術大臣（2017）

経済界

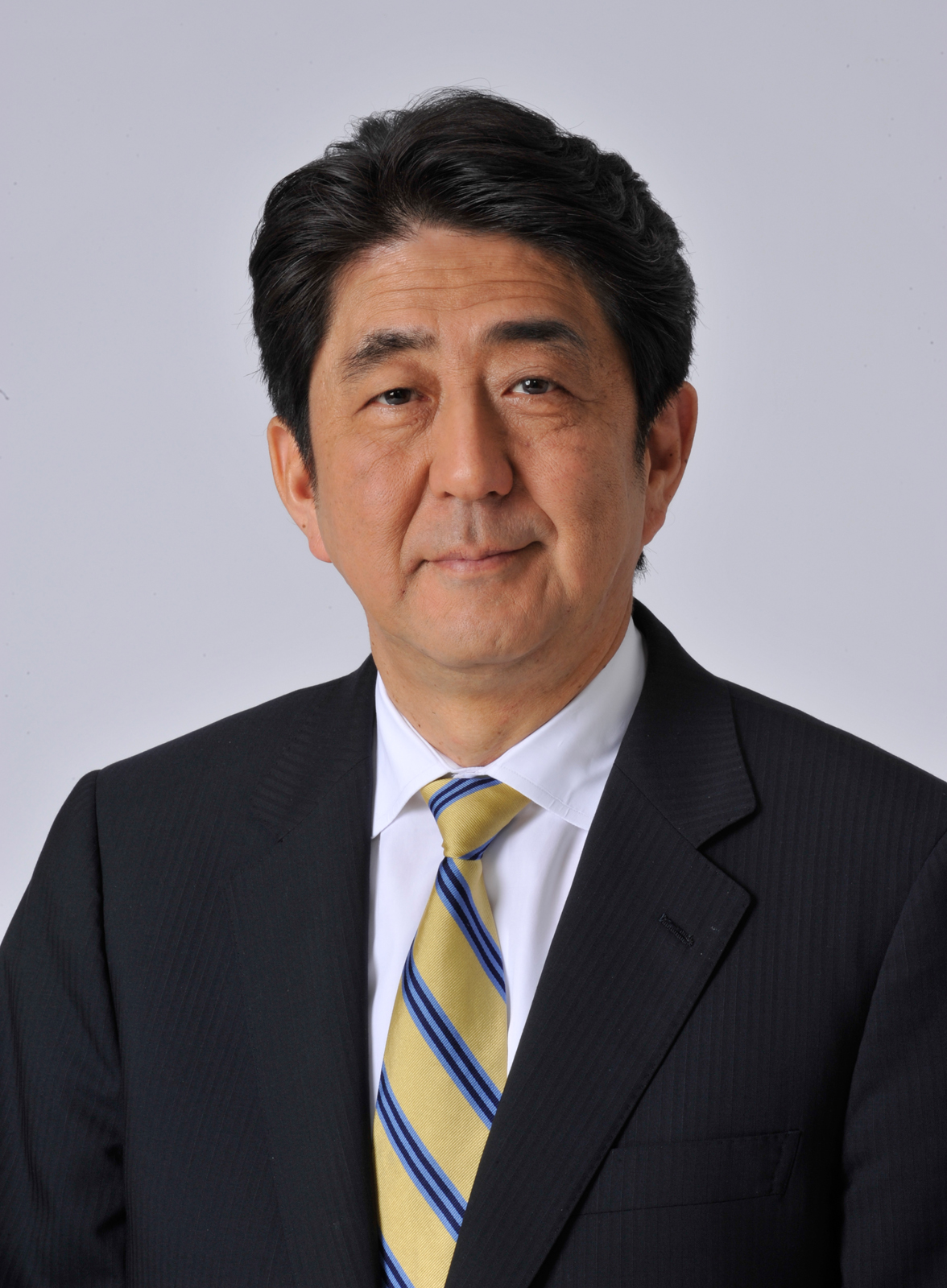
安倍晋三前首相

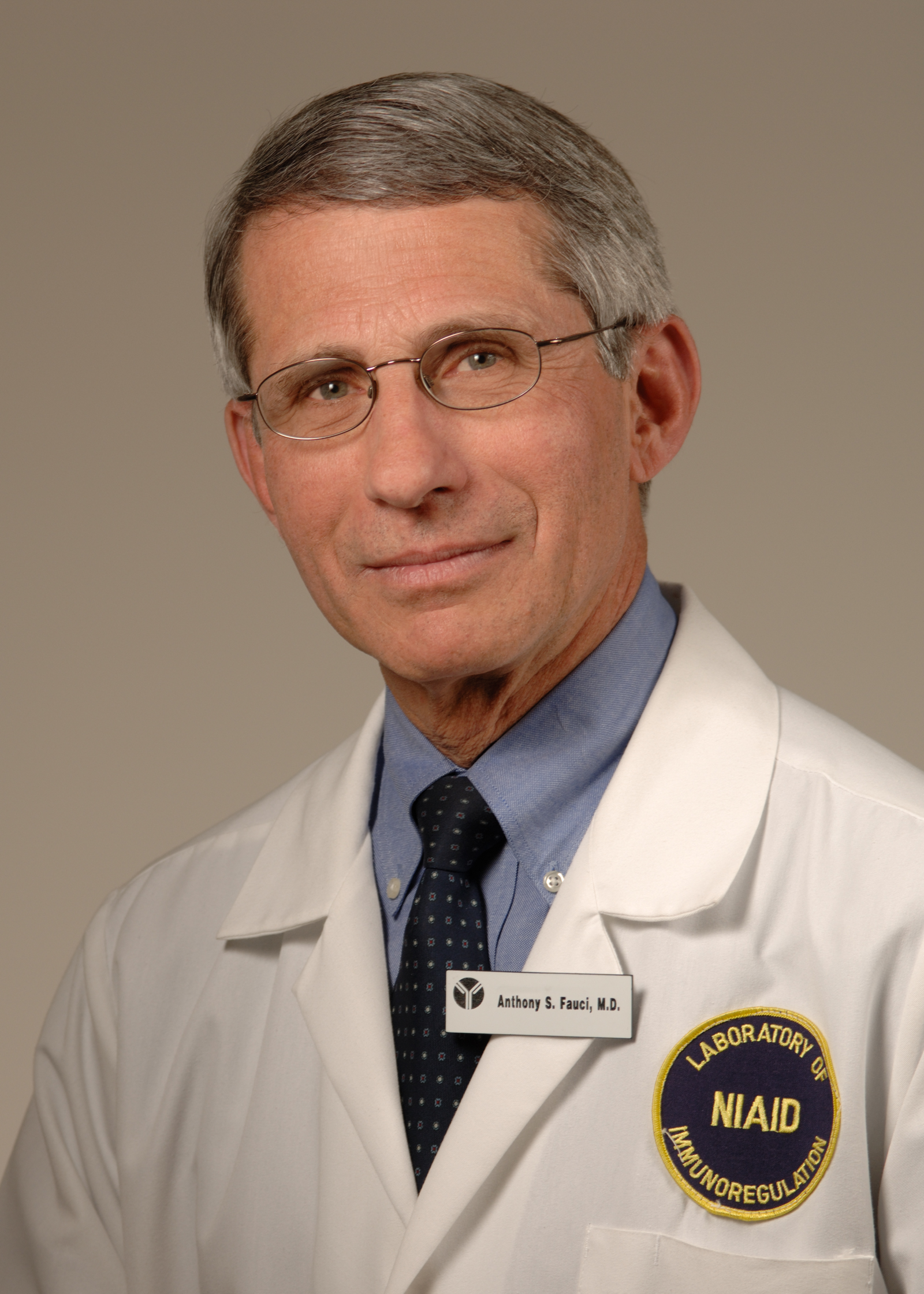
アンソニー・ファウチ博士 (Anthony S. Fauci, M.D., NIAID Director)

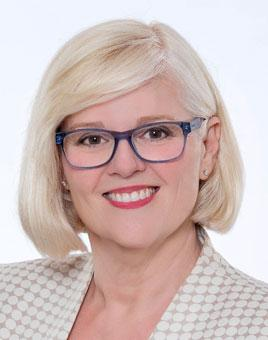
カレン・アンドリュース豪州産業・科学技術大臣 (The Hon Karen Andrews MP, Assistant Minister for Vocational Education and Skills)

- 内山田竹志 - トヨタ自動車株式会社 代表取締役会長（2020）
- 綱川智 - 株式会社東芝 取締役会長（2020）
- 小林喜光 - 三菱ケミカルホールディングス会長（2019）
- 柵山正樹 - 三菱電機株式会社 取締役会長（2018）
- 室町正志 - 株式会社東芝特別顧問（2018）
- 山東理二 - 千代田化工建設株式会社 代表取締役社長（2017）
- 十倉雅和 - 経団連会長、住友化学株式会社 代表取締役会長(2021)
- 中西宏明 - 第5代経団連会長（2018）
- 榊原定征 - 経団連会長（2017）
- ディディエ・オロー - ENGIE社 エグゼクティブ・バイス・プレジデント（2021）
- ネイサン・ミルボルド - 米国インテレクチュアル・ベンチャーズ創設者兼CEO
- テリー・ブレイディ - 米国アンダーライターズ・ラボラトリーズ（米国保険業者安全試験所）所長兼CEO
- アハマッド O. アルコウェイター - サウジアラムコ 最高技術責任者（CTO)
- クリストフ・ウェバー - 武田薬品工業株式会社代表取締役社長 CEO（2017）
- ヘンリー・A・マッキンネル - 米国ムーディーズ会長（2020）
- テリー・ブレイディ - 米国アンダーライターズ・ラボラトリーズ（米国保険業者安全試験所）所長兼CEO（2020）
- チャールズ・O・ホリデイ Jr. - オランダ ロイヤル・ダッチ・シェル会長（2020）
- イルハム・カドリ - ベルギー ソルベイCEO（2020）

学術界

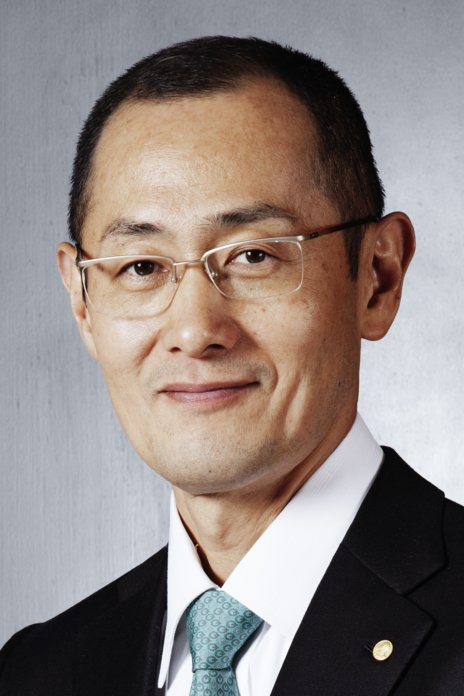
山中伸弥教授 (Prof. Shinya Yamanaka)

- ジェラルド・ハウグ - ドイツ国立科学アカデミー・レオポルディーナ会長(2021)
- ヨアヒム・フランク - コロンビア大学生化学・分子生物物理学・生物科学教授（2017年ノーベル科学賞）（2021）
- アーロン・チカノーバー - テクニオン-イスラエル工科大学医学部、テクニオン統合癌センター（TICC）教授（2017年ノーベル化学賞）（2021）
- スティーブン・チュー - スタンフォード大学物理学科教授、分子細胞生理学教授（米国）（1997年ノーベル物理学賞）（2021）
- ウィリアム・ダニエル・フィリップス - 米国国立標準技術研究所（NIST）フェロー（米国）(1997年ノーベル物理学賞）（2021）
- アーサー・B・マクドナルド - クイーンズ大学（カナダ）物理学科・工学物理学科・天文学科教授（名誉）（2015年ノーベル物理学賞）（2021）
- ランディ・シェクマン - カリフォルニア大学バークレー校分子細胞生物学教授、米国ハワードヒューズ医学研究所主任研究員（2013年ノーベル生理学・医学賞）（2021）
- 山中伸弥 - 京都大学iPS細胞研究所所長（2012年ノーベル生理学・医学賞受賞）（2020）
- 五神真 - 東京大学総長（2020）
- 山極壽一 - 京都大学総長（2019）
- 濱口道成 - 科学技術振興機構（JST）理事長（2021）
- アンソニー・ファウチ - 米国立アレルギー・感染症研究所 所長（2020）
- アダ・E・ヨナス - イスラエル ワイツマン科学研究所教授（2009年ノーベル化学賞）（2020）
- マリオ・J・モリーナ - メキシコ マリオ・モリーナセンター所長（1995年ノーベル化学賞）（2020）
- 李遠哲 - 台湾中央研究院 名誉院長（1986年ノーベル化学賞）（2020）
- 高福 - 中国疾病預防控制中心（CCDC）主任（2020）
- マティアス・クライナー - ドイツ ライプニッツ協会会長（2020）
- ベルナール・ビゴ - 仏国ITER（国際熱核融合実験炉）機構長（2020）
- マルシア・マクナット - 米国科学アカデミー会長（2020）
- ハリエット・ヴァールベリ - スウェーデン カロリンスカ医科研究所教授・元所長（2020）
- トーマス・F・ローゼンバウム - 米国カリフォルニア工科大学（CALTECH）学長（2018）

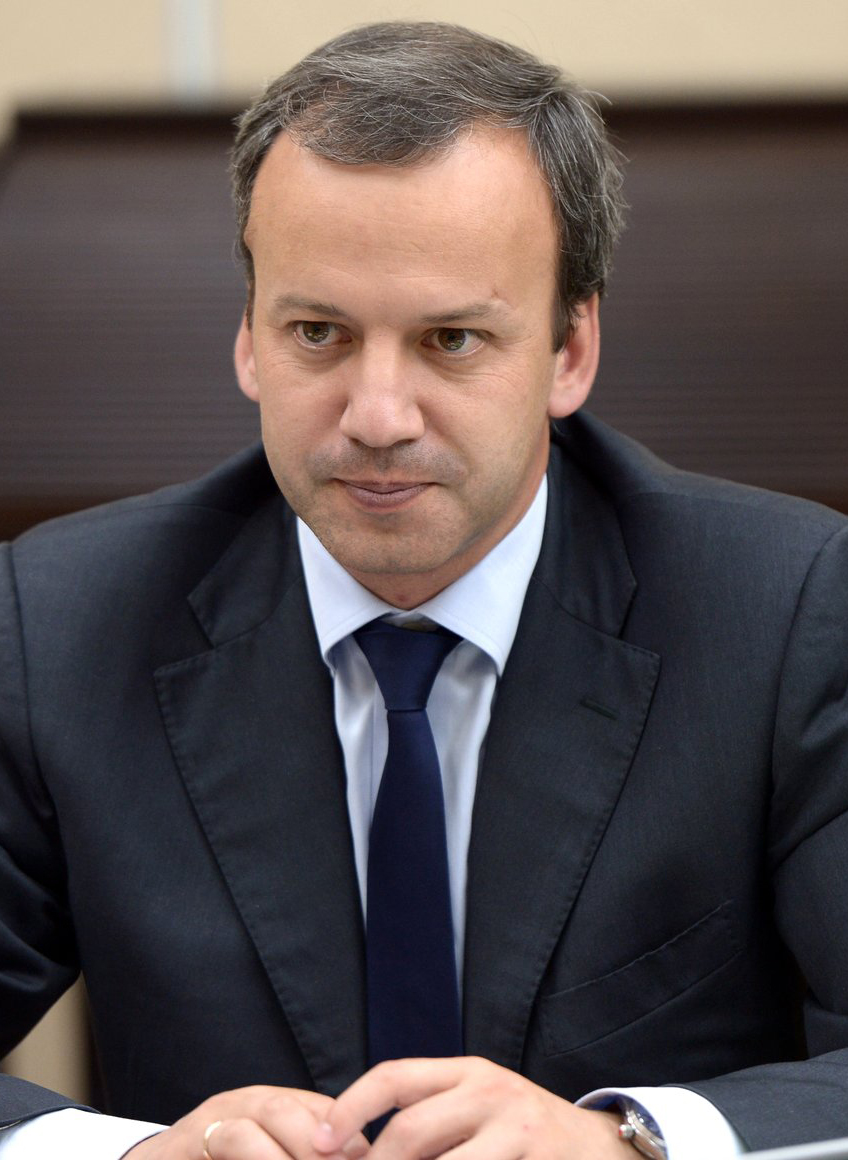
アルカジー・ドヴォルコービッチ元ロシア副首相 (Mr. Arkady Dvorkovich)

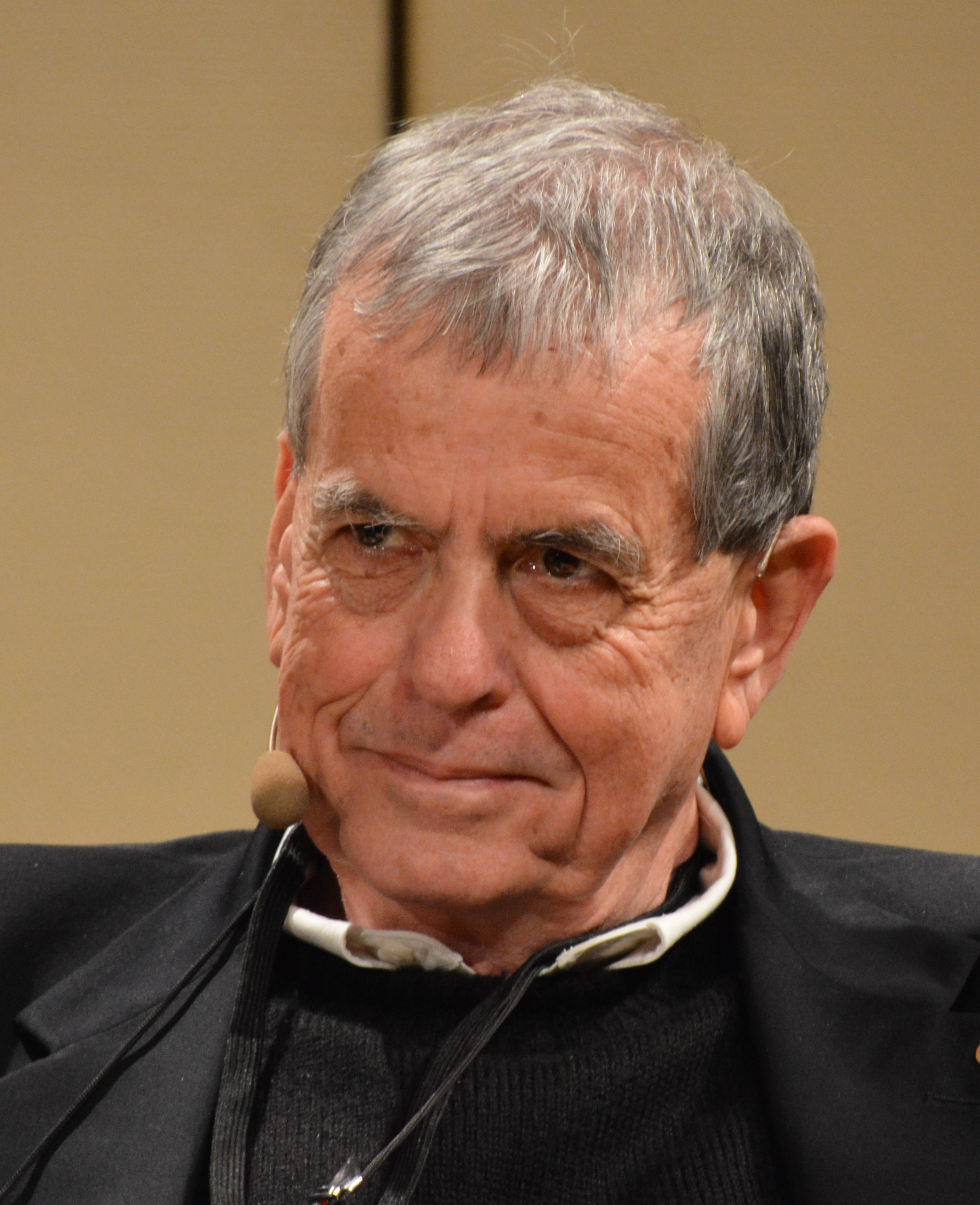
アーロン・チカノーバー教授; 2004年ノーベル賞受賞者 (Prof. Aaron Ciechanover)

- ピーター・グルース - 学校法人沖縄科学技術大学院大学学園理事長、沖縄科学技術大学院大学学長  (2019)

国際機関・メディア
- サマ・ビルバオ・イ・レオン - 世界原子力協会事務局長 (2021)
- セス・バークレー - GAVIワクチンアライアンス事務局長 (2021)
- マグダレーナ・スキッパー - 英国「ネイチャー」編集長 (2021)
- ホールデン・ソープ 米国「サイエンス」編集長 (2021)
- アデア・ターナー - エネルギー移行委員会委員長、前英国金融サービス機構（FSA）会長（2021）
- ハーベイ・V・ファインバーグ - 米国ゴードン・アンド・ベティ・ムーア財団理事長（2020）
- アルカジー・ドヴォルコーヴィチ - ロシア スコルコヴォ財団 会長、元ロシア副首相（2020）